# Anzacia
Anzacia Dalmas, 1919 è un genere di ragni appartenente alla famiglia Gnaphosidae.

## Distribuzione
Le 15 specie note di questo genere sono diffuse in Oceania: ben undici di esse sono state reperite in territorio australiano.

## Tassonomia
Questo genere è ritenuto sinonimo anteriore di Adelphodrassus Rainbow, 1920 a seguito di uno studio degli aracnologi Ovtsharenko & Platnick del 1995.
Non sono stati esaminati esemplari di questo genere dal 2011.
Attualmente, ad aprile 2015, si compone di 15 specie:
1. Anzacia daviesae Ovtsharenko & Platnick, 1995 — Queensland
2. Anzacia debilis (Hogg, 1900) — Victoria
3. Anzacia dimota (Simon, 1908) — Victoria
4. Anzacia gemmea (Dalmas, 1917) — Nuova Zelanda, Isole Philip (Australia)
5. Anzacia inornata (Rainbow, 1920) — Isole Norfolk
6. Anzacia invenusta (L. Koch, 1872) — Nuovo Galles del Sud
7. Anzacia micacea (Simon, 1908) — Australia occidentale
8. Anzacia mustecula (Simon, 1908) — Nuova Guinea, Australia, Isole Cato (Australia), Isola Lord Howe
9. Anzacia perelegans (Rainbow, 1894) — Nuovo Galles del Sud
10. Anzacia perexigua (Simon, 1880)[2] — Nuova Caledonia
11. Anzacia petila (Simon, 1908) — Australia occidentale
12. Anzacia respersa (Simon, 1908) — Australia occidentale
13. Anzacia sarrita (Simon, 1908) — Australian Capital Territory (Canberra), Victoria, Tasmania
14. Anzacia signata (Rainbow, 1920) — Isole Norfolk
15. Anzacia simoni Roewer, 1951 — Australia occidentale, Victoria

### Specie trasferite
- Anzacia excavata (Rainbow, 1920); trasferita al genere Clubiona Latreille, 1804[1].

### Nomina dubia
- Anzacia brunneola (Urquhart, 1893b); esemplare maschile, rinvenuto in Tasmania e originariamente descritto nell'ex-genere Drassus; poi è stato trasferito al genere Anzacia da un lavoro di Roewer del 1951 e, a seguito di uno studio degli aracnologi Ovtsharenko & Platnick del 1995, è da considerarsi nomen dubium[1].
- Anzacia pella (Urquhart, 1893b); esemplare femminile, rinvenuto in Tasmania e originariamente descritto nell'ex-genere Drassus; poi è stato trasferito al genere Anzacia da un lavoro di Roewer del 1951 e, a seguito di uno studio degli aracnologi Ovtsharenko & Platnick del 1995, è da considerarsi nomen dubium.
- Anzacia scitula (Urquhart, 1893b); esemplare femminile, rinvenuto in Nuova Zelanda e originariamente descritto nell'ex-genere Drassus; poi è stato trasferito al genere Anzacia da un lavoro di Roewer del 1951 e, a seguito di uno studio degli aracnologi Ovtsharenko & Platnick del 1995, è da considerarsi nomen dubium.
- Anzacia silacea (L. Koch, 1872a);  esemplare juvenile, rinvenuto in Nuovo Galles del Sud e originariamente descritto nell'ex-genere Drassus; poi è stato trasferito al genere Anzacia da un lavoro di Roewer del 1951 e, a seguito di uno studio degli aracnologi Ovtsharenko & Platnick del 1995, è da considerarsi nomen dubium.
- Anzacia viridicoma (Urquhart, 1892b); esemplare femminile, rinvenuto in Nuova Zelanda e originariamente ascritto al genere Clubiona e poi trasferito qui dall'aracnologa Bryant. A seguito di uno studio degli aracnologi Ovtsharenko & Platnick del 1995, è da considerarsi nomen dubium.